# John Patrick Foley
John Patrick Cardeal Foley (Darby, 11 de novembro de 1935 — Filadélfia, 11 de dezembro de 2011) foi um cardeal estadunidense e ex-Grão-Mestre da Ordem Equestre do Santo Sepulcro de Jerusalém.
Em 2009 recebeu condecoração Living Stones Award der Holy Land Christian Ecumenical Foundation (HCEF)